# Backström & Reinius
Backström & Reinius var et svensk arkitektfirma i Stockholm, kendt for sine projekter inden for boliger og centrale bygninger i større svenske byer. Firmaet eksisterede fra 1936 til 1980.

## Historie
Grundlæggerne Sven Backström (1903–1992) og Leif Reinius (1907–1995) var allerede klassekammerater under deres uddannelse (1925  –1929)  på Kungliga Tekniska Högskolan i Stockholm. Backström samarbejdede derefter med Le Corbusier i Paris fra 1932 til 1933 og Reinius med arkitekt Hakon Ahlberg. I 1936 startede de firmaet "Backström & Reinius Arkitekter AB" i Stockholm.

## Værker
Boligbyggeriet i 1940'erne stod Backström & Reinius' hjerte særligt nær. I 1944-1946 designede firmaet de såkaldte Stjernehuse i Stockholm-bydelen Hägersten-Liljeholmen for entreprenøren Olle Engkvist. Disse består af tre huslegemer, arrangeret i en stjerneform omkring en central trappe. Stjernehuset kan arrangeres fritstående som et punkthus eller kobles til kædehuse, omkring gårde og lignende. I Gröndal danner de et mønster af honningkager, og i distriktet Rosta i Örebro er de samlet i lange kæder. Fra samme periode (1943-1945) skabte firmaet en række punkthuse på Danviksklippan i Stockholm.
Backström & Reinius gjorde sig også bemærket med designet af forstæder og kommercielle bygninger. For den kommunale boligforening Svenska Bostäder designede de Vällingby Centrum (1953–1955) og Farsta Centrum (1956–1960), begge planlagt efter ABC-bydelsprincippet, hvor A stod for "Arbete" (arbejde), B for "Bostad" (lejlighed) og C for "Centrum", hvilket var en nyskabelse i Sverige på dét tidspunkt. Backström & Reinius bidrog til totalfornyelsen af Stockholms City med stormagasinet Åhléns (1964) og det femte Hötorgshøjhus på Sergels Torg (1965).

## Billeder
- Stjernehuset i Rosta
- Vällingby Centrum
- Farsta Centrum
- Åhléns City